# ラトビア国軍
ラトビア国軍（ラトビアこくぐん、ラトビア語: Nacionālie bruņotie spēki）は、ラトビアの国軍。

## 歴史
2004年3月29日、ラトビアを含むバルト三国が北大西洋条約機構加盟。数年後に徴兵制度を廃止した。2022年時点の総兵力は7500人（現役兵と志願兵を合わせた数）。このほかNATO軍の兵士1500人が駐留している。2022年ロシアのウクライナ侵攻を契機に、2023年に徴兵制度を復活した。

## 機構

### 四軍

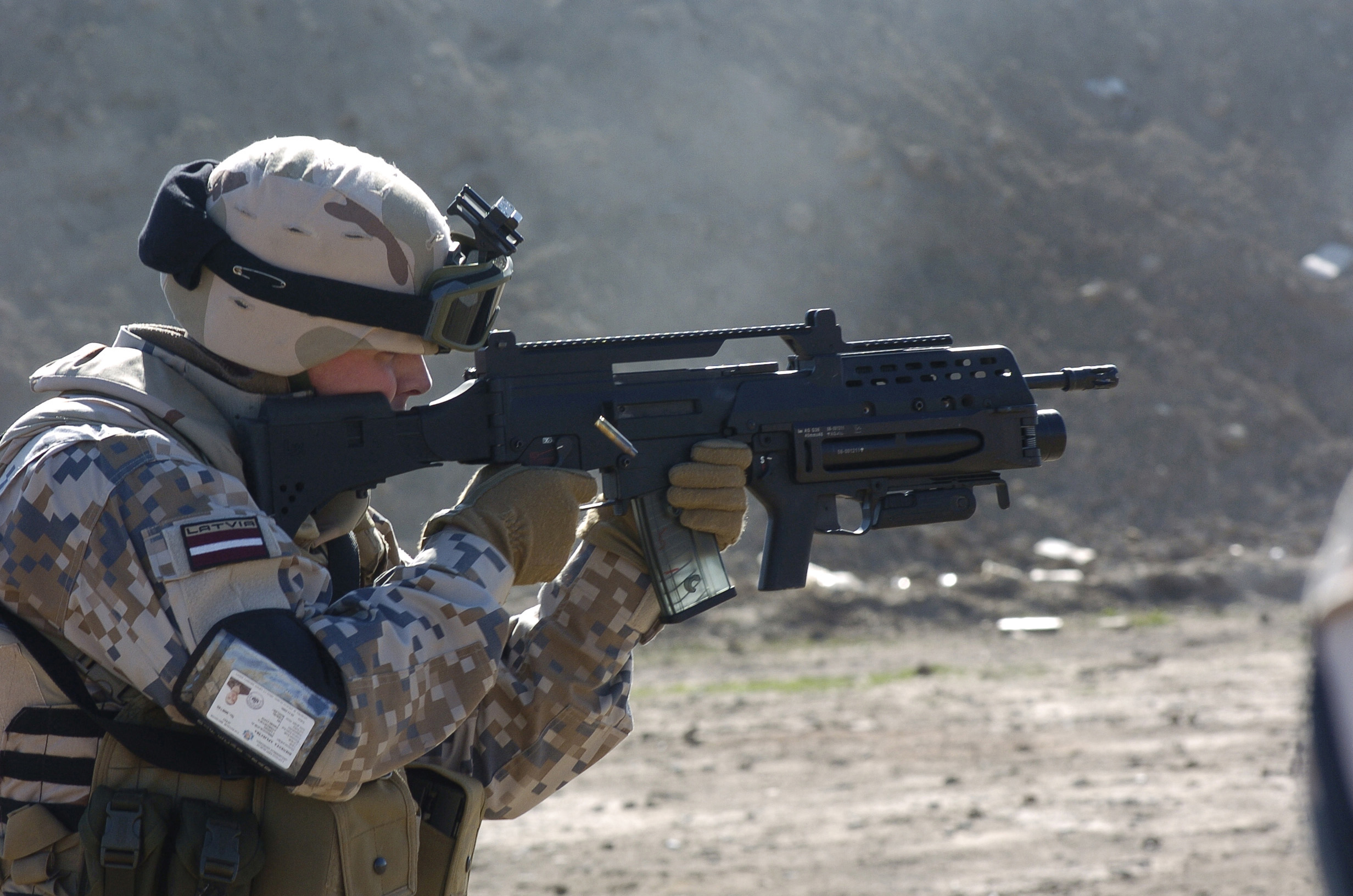
ラトビア陸軍の兵士

ラトビア国軍は、陸軍、海軍、空軍、国家警備隊の四軍種で構成される。
- ラトビア陸軍（Sauszemes Spēki）
- ラトビア海軍（英語版）（Latvijas Jūras Spēki）
- ラトビア空軍（Latvijas Gaisa spēki）
- ラトビア国家警備隊（英語版）（Latvijas Republikas Zemessardze）

### 統制機関
- 国防省（英語版）